# Leon Piwiński
Leon Piwiński (ur. 2 lutego 1889 w Rudzie; zm. 1 grudnia 1942 w  Warszawie) – polski krytyk literacki i edytor. Uczęszczał do gimnazjum w  Siedlcach. Naukę kontynuował w Warszawie. Jako krytyk debiutował w roku 1912 recenzją powieści  Tadeusza Micińskiego Ksiądz. Po 1918 roku pracował w Ministerstwie Pracy i Opieki Społecznej jako urzędnik. Jako krytyk współpracował z wieloma czasopismami (m.in. z "Przeglądem Współczesnym", "Światem Książki"). W 1929 zrezygnował z pracy w biurze i zajął się twórczością krytyczną i edytorską. Współpracował z  "Wiadomościami Literackimi", na łamach których opublikował około 70 artykułów i recenzji). Pracował w Polskim Radiu. W 1936 roku został redaktorem naczelnym "Pionu". W 1937 roku otrzymał Złoty Wawrzyn  Polskiej Akademii Literatury. Od 1941 roku pracował w Miejskim Biurze Planowania Zarządu Miejskiego. 
Leon Piwiński do ok. 1914 roku używał nazwiska ojca - Pikuła. Między 1920 a 1930 przeprowadził prawnie zmianę nazwiska.

## Prace edytorskie (wybór)
- Juliusz Słowacki, Dzieła
- Zygmunt Krasiński, Dzieła
- Juliusz Słowacki, Listy
- Bronisława Ostrowska, Pisma poetyckie
- Adam Mickiewicz, Pisma poetyckie